# Fernando Kalife
Fernando Kalife (nacido en Monterrey, México) es un cineasta, guionista, escritor, conductor de televisión y conferencista mexicano, reconocido internacionalmente por sus películas 7 Días, 180°, Llegando a Casa y 108 Costuras. Así como por sus series, De Director a Director y Becoming Champions. 

## Filmografía
- The Mexican Way (2000, cortometraje)
- 7 Días (2005, largometraje)
- 180° (2010, largometraje)
- De Director a Director (2014, serie de Univisión TDN)
- Llegando a Casa (2016, documental)
- 108 Costuras (2016, largometraje)
- Becoming Champions (2018, serie documental)
- Rayados 75 (2020, documental)

## Videos musicales
- Aquí de Jumbo (2000)
- Bienvenido al Anochecer de La Ley (2005)

## Premios
Worldfest Film Festival (2000)
- Ganador del Premio de Bronce a Mejor Comedia Original por "The Mexican Way"

Premios Ariel (2006)
- Nominado a Mejor Guion Cinematográfico Original por "7 Días"
- Nominado a Mejor Ópera Prima por "7 Días"

Periodistas Cinematográficos de México, A. C. (PECIME) (2006)
- Ganador a Mejor Película por "7 Días"

Festival Internacional de Cine de San Antonio (2006)
- Ganador a Mejor Película por "7 Días"

Festival Internacional de Cine de Santa Bárbara (2011)
- Nominado a Mejor Película en español por "180º"

Festival Internacional de Cine de Costa Rica (2011)
- Ganador a Mejor Película por "180º"

Festival Internacional de Cine Tiburón (2012)
- Nominado a Golden Reel Award por "180º"

Festival Internacional de Cine Marbella (2012)
- Nominado a Mejor Película por "180º"

Festival de Cine Alexandria (2012)
- Nominado a Mejor Película por "180º"

Festival de Cine Paz en la Tierra (2012)
- Nominado a Mejor Película por "180º"

Festival de Cine de Nevada (2012)
- Ganador a Mejor Película por "180º"

Festival de Cine de California (2012)
- Ganador a Mejor Largometraje de Ficción por "180º"

Festival de Cine de la India (2012)
- Ganador del Premio al Mérito por "180º"